# バイオハザード デスアイランド
『バイオハザード: デスアイランド』（原題：Biohazard: Death Island、英題：Resident Evil: Death Island）は、2023年7月7日に公開された日本のフルCG映画。PG12指定。
ゲーム版『バイオハザード』シリーズのストーリーが基になっている。劇場公開時の音声は英語のみで、日本語字幕での上映となったが、2023年10月25日発売のブルーレイ・DVDには日本語吹替版も同時収録された。

## 概要
『バイオハザード ディジェネレーション』、『バイオハザード ダムネーション』、『バイオハザード: ヴェンデッタ』、『バイオハザード: インフィニット ダークネス』から連なる、ゲーム版の設定を継承したフルCG映像作品シリーズの第5作目。時系列上ではゲーム版『6』と『7』の間に位置し、『バイオハザード: ヴェンデッタ』（作中2014年）から1年後のエピソードが描かれる。
CG映像作品シリーズ皆勤であるレオン・S・ケネディを始めとし、クリス・レッドフィールドやクレア・レッドフィールド、レベッカ・チェンバースが再び登場する。また、原作ゲームの時間軸上では『5』（作中2009年）以降登場していなかったジル・バレンタインがCG映像作品において初出演を果たし、バイオハザードシリーズの歴代主人公5人が一堂に会する。
本作でのレオン役には『バイオハザード RE:2』以降の作品で担当しているニック・アポストリデスではなく、『バイオハザード6』、『ダムネーション』、『ヴェンデッタ』で担当したマシュー・マーサーが6年ぶりに起用されている。

## 製作
バイオハザードシリーズ初となった連続CGドラマ『バイオハザード: インフィニット ダークネス』を手がけたスタッフが再集結した。羽住英一郎が監督を務め、『バイオハザード: ヴェンデッタ』の脚本を担当した深見真が本作でも脚本を手がけている。
製作当初の仮タイトルは『ヴェンデッタ2』であり、前作で生き残ったマリア・ゴメスとの決着も描かれる。
2004年に公開された実写映画『バイオハザードII アポカリプス』以降、ゲーム版『バイオハザード』シリーズを原作とした実写映画、CG映画、舞台作品などのメディアミックス作品では、1996年発売の初代作の頃からゲーム版の制作に関わってきたカプコンの小林裕幸が原作監修（アソシエイトプロデューサー）として参加していた。
本作においても当初は小林が原作監修として関わっていたが、2023年3月に小林がカプコンを退職したことに伴い担当の引継ぎが行われ、『バイオハザード RE:3』などの作品でプロデューサーなどを務めたカプコンの川田将央が新たに本作を担当することになった。

## ストーリー
『バイオハザード: ヴェンデッタ』の事件から1年後の2015年。ある国家機密情報を握るアントニオ・テイラーという男が拉致され、レオンは実行犯である武装集団の車両を追っていた。ところが、突如現れた謎の女の妨害によって犯人たちを取り逃がしてしまう。
一方、アメリカ国防総省では何者かによる不正アクセスがあり、かつて数々のバイオハザード事件に関わった重要人物である、レオン・ジル・クリス・クレア4人のデータが盗まれてしまっていた。
同じ頃、サンフランシスコでは感染経路不明のゾンビ発生事件が多発し、対バイオテロ組織「BSAA」のクリスとジル、そしてアドバイザーのレベッカが事件を調査していた。その事件のゾンビからは、T-ウイルスの改良型が検出された。また、NGO団体「テラセイブ」に所属するクレアは、浜辺に打上げられたシャチの死骸の調査依頼を受けていた。シャチの死骸には正体不明の大きな噛み跡が付いており、その噛み跡を調査すると、こちらでもT-ウイルスが検出された。それはサンフランシスコのゾンビ多発事件で検出されたT-ウイルスの型と一致することが判明。クレアからその話を聞いたクリス達は、ゾンビ多発事件とシャチの死骸には何か繋がりがあると考える。更なるレベッカの調査により、ゾンビ化した被害者全員がアルカトラズ島を最近訪れていたことも明らかとなる。
事件の鍵がアルカトラズ島にあると睨んだクリス・ジル・クレアの3人は、島への調査に向かう。そしてレオンもまた、アントニオ・テイラーがアルカトラズ島に連れて行かれたとの情報を得て、同様に向かっていた。島では全世界を巻き込むバイオテロの陰謀が画策されていることを、この時の彼らはまだ知る由もなかった。

## 登場人物
※詳細は、バイオハザードシリーズの登場人物やリンク先の個別項目を参照。

### 主要人物
ジル・バレンタイン（Jill Valentine）
声 - ニコール・トンプキンズ / 湯屋敦子
対バイオテロ組織「BSAA」の隊員。40歳。元ラクーン市警の特殊部隊「S.T.A.R.S.」の隊員で、洋館事件の生還者の一人。「BSAA」創設時のオリジナルメンバーの一人でもある。
『バイオハザード5』の3年前にアルバート・ウェスカーから薬物による洗脳を施され、アフリカのキジュジュ自治区のバイオテロに加担させられた。クリスに洗脳を解かれ救出された後、その副作用が体内の細胞分裂に影響を及ぼし肉体の老化が抑えられるが、精神的後遺症を引きずっている。長きに渡る経過観察とリハビリを乗り越えて部隊復帰を果たすが、洗脳されていたとはいえバイオテロに加担しクリスを襲ってしまったことで今も自分を責めており、その罪を償いたいと思っている。
レオン・S・ケネディ（Leon S. Kennedy）
声 - マシュー・マーサー / 森川智之
アメリカ合衆国大統領直轄のエージェント組織「DSO」の一員。38歳。ラクーンシティの生き残りで、ラクーン市警への着任初日に同市でのバイオハザード事件に遭遇し、クレアやシェリー・バーキンと共に生還した。
サバイバル能力に長けており、高い身体能力と判断力を持つ。2004年に誘拐された当時のアメリカ大統領の娘・アシュリーの救出作戦を成功させたことで、大統領から絶大な信頼を得るに至った。その後も、ハーバードヴィル空港のバイオテロ事件や東スラブ共和国のB.O.W事件、トールオークスや中国での大規模バイオテロ事件など、いくつもの死線を潜り抜けてきている。
クリス・レッドフィールド（Chris Redfield）
声 - ケビン・ドーマン / 東地宏樹
対バイオテロ組織「BSAA」の北米支部隊長。42歳。元ラクーン市警の特殊部隊「S.T.A.R.S.」の隊員で、洋館事件の生還者の一人。「BSAA」創設時のオリジナルメンバーの一人でもある。
優れた観察力と洞察力、卓越した戦闘能力やサバイバル技能を兼ね備えており、強い正義感を持っている。その能力と強い信念で、コーカサス研究所でのアンブレラとの決戦、クイーンゼノビア事件、キジュジュ自治区のバイオテロ事件、中国の大規模バイオテロ事件など様々な事件で戦い抜いてきた。
クレア・レッドフィールド（Claire Redfield）
声 - ステファニー・パニセロ / 甲斐田裕子
クリスの妹で、バイオテロや薬害の被害者救済を目的とするNGO団体「テラセイブ」の職員。36歳。ラクーンシティの生き残りで、クリスを探しにラクーンシティを訪れた際に同市でのバイオハザード事件に遭遇し、レオンやシェリーと共に生還した。その後もロックフォート島や南極基地、ハーバードヴィル空港、ザイン島などでのバイオハザード事件に巻き込まれるが、いずれも生還を果たしている。
兄のクリスから護身術を教わっており、ナイフや銃はもちろん大型の銃火器も扱える。また、ラクーンシティから脱出した後には各種戦闘技術を身につけている。勝気な性格だが心根は優しく、弱者には献身的。また、レオンとは共にバイオテロと戦ってきた戦友のような間柄。
レベッカ・チェンバース（Rebecca Chambers）
声 - エリン・カーヒル / 小清水亜美
対バイオテロ組織「BSAA」のアドバイザーで、大学教授。35歳。元ラクーン市警の特殊部隊「S.T.A.R.S.」の隊員で、洋館事件の生還者の一人。当時は入隊したての新人でS.T.A.R.S.として初出動だったが、立て続けに巻き込まれた黄道特急事件と洋館事件を持ち前の行動力と度胸で切り抜け、生還している。
18歳で大学の学士課程を優秀な成績で卒業した才女であり、ずば抜けた化学関係の知識を持つ薬品調合のエキスパート。多少のことでは動じない度胸の持ち主で、優れた行動力と決断力を持ち合わせている。

### アルカトラズ島のテロリストたち
ディラン・ブレイク（Dylan Blake）
声 - ダマン・ミルズ / 子安武人
本作のメインヴィラン。アントニオ・テイラーを利用してモスキート・バイオドローンを開発し、それを利用して世界中の権力者を狙い撃ちでT-ウイルスに感染させて既存の利権構造を破壊しようと企む。
かつてはアンブレラ社の下請けの民間軍事会社に所属していた武装義勇兵であり、1998年のラクーン事件で友人のJJと共にラクーンシティの境界線に派遣され、町から脱出しようとするラクーンの一般市民を追い返す任務にあたっていた。任務の中で政府高官やアンブレラの役員のみを脱出させ、一般市民は暴力を用いて追い返す光景を目の当たりにし、企業上層部や合衆国政府に対して疑問を持つ。さらにJJを含む仲間の義勇兵全員がT-ウイルスに感染してしまい、本部に救援を求めるも感染者が一人でも居る限り救援は送れないと断られてしまう。これを聞いてディランに殺されると疑心暗鬼に陥ったJJから攻撃を受け、取っ組み合いの闘いになり、最終的に友人であるJJを殺害してしまう。この一件がトラウマとなり、既得権益者のみが優遇され一般市民が虐げられる世界の構造に絶望する。さらに、JJとの殺し合いを経て、この世界には善も悪も存在しないのだと考えるようになる。これらの経験から、世界を変えるためのテロ計画を画策するようになった。
計画の実現のため、機械工学の専門家であるアントニオ・テイラーを拉致してウイルス研究を手伝わせ、さらに武器商人のグレン・アリアス率いるA-GUA社と取引してT-ウイルス、ウイルス研究のための設備、各種兵器などを調達した。これにより、狙った対象のみをT-ウイルスに感染させることができるモスキート・バイオドローンと、発症(ゾンビ化)のタイミングを自在にコントロールできる改良型T-ウイルスの開発を成功させた。また、取引相手だったアリアス亡き後、クリスとレオンへの復讐に燃えるマリア・ゴメスを仲間に引き入れた。
ディランのテロ計画は「モスキート・バイオドローンを利用して権力者を狙い撃ちで感染させて既存の利権構造を破壊する」ことと、「全人類に自身と同じ経験をさせることで世界に善悪の概念は存在しないことを知らしめる」ことが目的であるため、かつてグレン・アリアスが計画した「個人的な復讐心から無差別に全人類を感染させようとした」バイオテロ計画とは目的が大きく異なっている。劇中では、マリアと行動を共にしていたことでレオンから「アリアスの計画を引き継いだテロリスト」として扱われた際、怒りを滲ませアリアスの計画とは目的が全く異なることを強調した。
レオンやクリスらについては国防総省へのハッキングで情報を得た。ラクーンシティで自身と同じような境遇を経験し、後にアンブレラを崩壊させた功績がありながら権力者の傲慢が惨劇を引き起こしていることを理解せず、それぞれBSAA、DSO、テラセイブといった体制側の組織に所属し、権力者のために働いていることに個人的に恨みを持っている。そのため、彼らに罰を与えるべく、「DSOが追跡していたテイラー博士を拉致する」「アルカトラズ島の観光客を感染させ、本土に戻ったタイミングで発症させてBSAAを介入させる」「テラセイブがタグを付けて保護・管理していたサンフランシスコ沖のシャチなどの生物をメガロドンB.O.W.に襲わせる」などの策を講じて、クリスらをアルカトラズ島におびき寄せた。その後、アルカトラズ島で意図的にバイオハザードを発生させ、その中でジルたちと交戦する。
終盤でメガロドンB.O.W.と融合して巨大クリーチャー「ディロン」へと変貌を遂げたが、最後はジル、レオン、クリスらのコンビネーションにより追い詰められ死亡した。
マリア・ゴメス（Maria Gomez）
声 - クリスティーナ・ヴァレンズエラ / 大原さやか
前作『バイオハザード: ヴェンデッタ』にて敵グレン・アリアスの側近として登場し、クリスたちと激闘を繰り広げた女性。かつて爆撃により大怪我を負い、父のディエゴと共に肉体改造を受けたことで人間的な感情が薄れ、命令を忠実に遂行する機械のような存在に変貌している。前作で戦いの中でアリアスたちを失ったものの、一人生き残り本作でも引き続き登場する。
本作では、かつてアリアスの取引相手の一人だったディランの仲間に加わっている。ディランとはレオンたちへの復讐という点で目的が一致しており、ディランの指示のもとで執拗にレオンを追い詰めたが、その戦いの末、瓦礫化していた鋭利な鉄骨に胸を貫かれ死亡する。

### その他
アントニオ・テイラー（Antonio Taylor）
声 - フランク・トダーロ / 上田燿司
国防高等研究計画局(DARPA)の研究員。MIT出身の機械工学の専門家であり、「バイオドローン」と呼ばれるネットワークを介した生物の自動操縦に関する研究を行っていたが、金のために研究成果を国外に売ろうとしていたため、国家反逆罪で指名手配されDSOのレオンに追われていた。しかし、ディランの武装集団によってアルカトラズ島に拉致されて彼の計画に協力させられ、モスキート・バイオドローンおよび、改良型T-ウイルスのプロトタイプを開発する。テイラー無しで計画が運用できるようになったため、ディランにより用済みとして始末されそうになるも、彼の仕掛けたロシアンルーレットを生き延びたため、今日死ぬべき人間ではないとして見逃される。それでも殺されるのは時間の問題であることから、ディランの目を盗みコントロールルームから脱出。その後、同時期に発生したアルカトラズ島のバイオハザードに巻き込まれる。
バイオハザードに巻き込まれる中でクリスとクレアに救出されたが、その際にはトニー・デイビスという偽名を使って観光客になりすまして彼らと同行した。かつてハーバードヴィル空港のバイオテロ事件を首謀したとされているテラセイブに所属していることから、クレアに対しては嫌悪感を示し拒絶したが、彼女によって何度も窮地を救われる。それでもクレアに対する嫌悪感は変わらず、後にクレアが改良型T-ウィルスに感染した際には「早くクレアを殺すべきだ」と訴えるほどの拒絶ぶりを見せる。その後、テイラー自身もディランから銃撃を受けて瀕死の状態に陥いる。
T-ウイルスに犯され瀕死の状態にもかかわらず懸命に自身に応急処置を施すクレアの姿を目の当たりにし、また、クリス達から何故諦めずに他人のために身を犠牲にできるのかの理由を聞いたことで、心を動かされる。その後、クレアたちにこれまでの態度を謝罪し、「もっと早く皆に出会えていれば自分も変われたかもしれない」との心情を吐露しながら、ディランにも秘密にしていたモスキート・バイオドローン制御ネットワークのバックドアの情報をクレアに託して息を引き取った。
JJ
声 - ルシアン・ダッジ / 増田俊樹
アンブレラ社の下請けの民間軍事会社に所属していた武装義勇兵のメンバー。ディランの同僚かつ友人であり、共にラクーンシティに派遣されるも、仲間の義勇兵に噛まれてT-ウイルスに感染してしまう。
「T-ウイルス感染者を全員始末するまで救援は送れない」という本部の指令を聞いたことで、ディランに殺されてしまうという疑心暗鬼に陥り、彼を攻撃し取っ組み合いをするが返り討ちにあい死亡する。
イングリッド・ハニガン（Ingrid Hunnigan）
声：サリー・サフィオッティ / 杉本ゆう
アメリカ合衆国のエージェントサポート機関「FOS」の職員。35歳。本作では声のみの登場となる。『バイオハザード4』において大統領令嬢の救出任務にあたったレオンを本国から無線でサポートし、それ以来『ディジェネレーション』、『ダムネーション』、『6』と長きにわたってレオンのサポートを務めている。

## 登場クリーチャー
ゾンビ (Zombie)
改良型T-ウイルスに感染して生ける屍に変異した人間。本作に登場するゾンビは全て、アルカトラズ島にてモスキート・バイオドローンに刺されることでウイルスに感染した市民である。
通常株のT-ウィルス感染者のゾンビと違って身体能力が高く、俊敏に動いたり監獄の鉄格子を飛び跳ねながらよじ登るなど、より脅威的な存在となっている。ただし、経皮感染の特徴が無くなっており、ゾンビに噛まれてもウイルスに感染しない。
両生類リッカー (Amphibian Licker)
リッカーに両生類の遺伝子を組み込んで生み出されたB.O.W.。水中での活動に特化したモデルで、通常種のリッカーと違って鰓と尻尾が生えており、下顎が割れている。
通常種のリッカーと同様に視力は無く、聴覚によって敵を確認し、長い舌を使って敵を攻撃する。
リッカーの幼生 (Licker larva)
モスキート・バイオドローンを培養するために生み出された、手足の無いリッカー。アルカトラズ島地下の培養漕の中に多数保管されている。背中の中に無数のモスキート・バイオドローンを内包しており、ディランが指令を送ると背中が割れ、大量のモスキート・バイオドローンが世界中に向けて解き放たれた。
モスキート・バイオドローン (Mosquito drone)
本作の鍵となる蚊型のB.O.W.。改良型T-ウィルスを世界中に媒介するために開発されたもので、リッカーの幼生の背中で培養されている。本作に登場するゾンビは全て、この蚊に刺されることで誕生したものである。
バイオドローン・ネットワークによってコンピュータ制御されており、狙った獲物だけを刺してウイルスに感染させることが可能。また、発症させる(ゾンビ化させる)タイミングも自由にコントロールすることができる。
メガロドンB.O.W. (Megalodon)
ホオジロザメに遺伝子改造とT-ウイルス投与を施して生み出されたサメ型のB.O.W.。ウイルスの影響で巨大化している。
アルカトラズ島の周辺海域を泳いでおり、そこに生息する生物を食い荒らしまわっている。メガロドンB.O.W.に襲われたシャチの死骸がサンフランシスコ沖の浜辺に漂着しており、クレアが調査して死骸の噛み傷からT-ウィルスが検出されたことで、クリスたちがアルカトラズに調査に向かうきっかけとなった。
映画の中盤では、レベッカと共にアルカトラズ島に上陸したSWAT隊員たちを殺害した。その後、ディランに呼び寄せられ、彼と融合した。
ディロン (Dylon)
メガロドンB.O.W.とディランが融合して誕生したクリーチャー。 非常に巨大で、ロケットランチャーの直撃を受けてもビクともせず、高火力のプラズマライフルの直撃でも絶命させることができないほどの桁外れの耐久力を持つ。
重火器ではほとんどダメージを与えられなかったが、クレアとレベッカがモスキート・バイオドローンのコントロールを奪ってディロンを襲わせたことで、ウイルス間干渉を引き起こして大幅に弱体化する。これにより用水路から島外へ逃げようとしたが、レオンとクリスのコンビネーションによる攻撃で水門を体の上に落され、水中で身動きが取れなくなる。その後、ジルが水中に投げ込んだ手榴弾の爆発で体を吹き飛ばされ、完全に倒された。
「ディロン」という名前はあくまで通称であり、正式名称はない。映画の製作スタッフの間では「ディラン+メガロドン」であることからディロン、または融合ディランと呼称されている。

## 用語・舞台
アルカトラズ
サンフランシスコ沖にある、1963年まで刑務所として利用されていた島。「ザ・ロック」とも呼ばれる。元は軍事要塞として建設された施設であり、脱獄不可能の監獄島と言われていた。現在は観光名所になっている。
改良型T-ウイルス
既存のT-ウイルスをベースに、ディランの指示の下でテイラー博士によって開発された新型ウイルス。このウイルスによって誕生するゾンビは、既存のT-ウイルスのゾンビ以上に敏捷性が高く、凶暴な存在になっている。その一方で、元のT-ウイルスの特徴の一つだった経皮感染(感染者に噛まれる事で感染する)が無くなっている。
併せて開発されたモスキート・バイオドローンと組み合わせる事で、狙った対象のみを感染させる事ができ、発症(ゾンビ化)するタイミングも自由にコントロールする事ができる。作中では、アルカトラズ島の観光客達は即座に発症させゾンビ化させたが、レオン達には拷問も兼ねる為に意図的に発症を遅らせたり、あえてジルだけには感染させないなど、ディランの意思で自在にコントロールすることができる様を見せつけた。
ディランは、このウイルスを用いて世界中の権力者だけを狙い撃ちで感染させ、現在の世界の構造を破壊しようと目論んでいる。
ウイルスを媒介するモスキート・バイオドローンの制御ネットワークには、テイラー博士によってディランにも知らされていないバックドアが作られており、この情報は後にクレアに託された。その後、レベッカがそのバックドアを使ってモスキート・バイオドローンのコントロールを奪い、逆にクリーチャー化したディランを襲うように仕向ける事に成功した。

## 公開
- 2023年7月10日に発表された週末興行成績ランキングでは初登場第9位にランクインし、バイオハザードのCGアニメ映画シリーズとしては初のトップ10入りを果たした[9][10][11][12][13][14][15]。

## スタッフ
- 原作：カプコン
- 監督：羽住英一郎
- 脚本：深見真
- 音楽：近藤嶺
- 原作監修：川田将央（カプコン）
- エグゼクティブプロデューサー：清水崇
- プロデューサー：篠原宏康
- 制作プロデュース：トムス・エンタテインメント
- CG制作：Quebico
- 配給：角川ANIMATION

## コミカライズ
ウェブコミック配信サイト「COMIC Hu」（KADOKAWA）にて、ZINO子諾爺の作画により、2023年5月19日から2024年3月19日にかけてコミカライズが連載された。
- ZINO子諾爺（漫画）・カプコン / DEATH ISLAND FILM PARTNERS（原作） 『バイオハザード：デスアイランド』 KADOKAWA〈ヒューコミックス〉、2024年4月4日発売[18]、ISBN 978-4-04-682296-3